# Ober-Widdersheim
Ober-Widdersheim ist ein Stadtteil von Nidda im hessischen Wetteraukreis. Der Ort liegt in der nördlichen Wetterau westlich der Stadt Nidda zwischen den Flüssen Horloff und Nidda.

## Gemarkungsfläche
- 1854 Morgen: 1889, davon 1161 Ackerland, 183 Wiesen, 414 Wald[3]
- 1961 Hektar: 473, davon 42 Wald[1]

## Geschichte

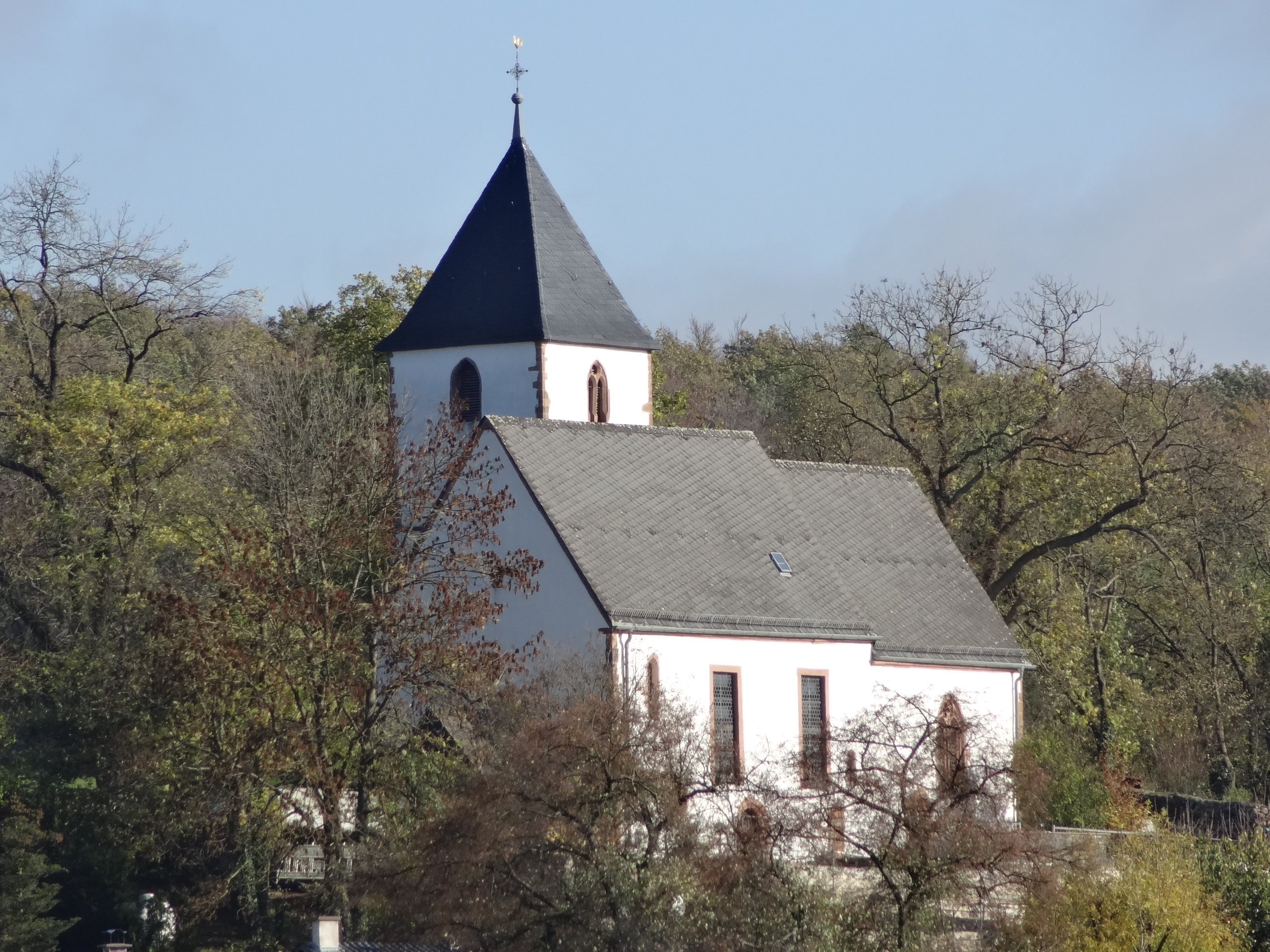
Wehrkirche Ober-Widdersheim, 13. Jhd., von Südwesten

### Vorgeschichte
Ein vorgeschichtliches Denkmal der Megalithkultur ist der Menhir bei Ober-Widdersheim.

### Ersterwähnung und Ortsname
Der Ort wurde urkundlich bereits im 9. Jahrhundert als Wetritisheim erwähnt. Der Ortsname wird von seinem vermutlichen Gründer abgeleitet, also „Heim des Witrat.“ Das Dorf hat demnach seinen Ursprung in der Zeit der fränkischen Landnahme, der Merowingerzeit.
Vor 800 schenkten Hildebrand und seine Frau Berttrut und nach 800: „Wigant et Burgolf tradid. bona sua sancto Bonifatio in uilla Wetritisheim cum mancipiis.“
„Wigant und Burgolf übergaben ihre Güter und Leibeigenen zu Wetritisheim an den Heiligen Bonifatius.“
- vor 800: Watresheim[7]
- n. 800:  Wetritisheim
- 1247: Wetersheim
- 1311:    Widersheim[8]
- 1346:    Abirn-Wedyrsheim, Nydern Wedyresheim.

### Gericht
Ab 1258 war das Gericht Ober-Widdersheim ein fuldisches Lehen der Grafen von Ziegenhain in der Grafschaft Nidda. Die Grafen von Ziegenhain hatten 1205 die Grafschaft Nidda geerbt. 1450 gelangte die Grafschaft Nidda auf dem gleichen Wege an die Landgrafschaft Hessen. Das Amt Nidda blieb weiter bestehen. Dazu gehörte auch das Gericht Stornfels mit den Dörfern Stornfels, Ulfa, Borsdorf sowie Ober- und Unter-Widdersheim.
Landgraf Otto I. von Hessen gab am 2. Oktober 1311 einen Kölnischen Schilling „zu Widersheim zu dem Gerichte“ für Tilgung einer Schuld seines Vaters, Landgraf Heinrich I.

### Mitmärker im Markwald Berstadt
Bis heute sind Ortsbürger und der Besitzer des Häuserhofs sogenannte Mitmärker im Markwald Berstadt. Seit dem 15. Jahrhundert kam es zum Streit, weil sich Ober-Widdersheim in seinen Rechten eingeschränkt sah. Nach der Markordnung von 1481 mussten die Ober-Widdersheimer Mitmärker beim Markgericht in Berstadt anwesend sein, hatten aber kein Wahlrecht bei der Wahl des Markmeisters. 1549 wurden die Ober-Widdersheimer Mitmärker bei der Zuteilung des Bauholzes benachteiligt mit der Begründung, dass Ober-Widdersheim auch einen eigenen Wald besäße. 1581 forderte das Gericht Ober-Widdersheim die Teilung des Markwaldes, der 1593 zugestimmt, die aber nie vollzogen wurde.

### Dreißigjähriger Krieg
In dem vierten Jahr des Dreißigjährigen Krieges, im Jahr 1622, verwüsteten die Truppen des „tollen Halberstädters“ Christian von Braunschweig-Wolfenbüttel hessen-darmstädtische Gebiete, besonders auch die Fuldische Mark und angrenzende Orte wie Ober-Widdersheim.
Im Juli 1625 wurde das sogenannte Mansfeldische Kriegsschadensregister für das Jahr 1622 aufgestellt. Peter Ernst II. von Mansfeld hatte sich am 12. Juni in Nidda aufgehalten. Die Untaten begingen die Söldner des „tollen Halberstädters“ und Mansfelds. Der Berstädter Conrad Moller berichtete, die Soldateska habe „seinen Vatter zu Widdersheim, Johannes Mollern, ... aufgehängt, und da der Strick nicht zerbrochen, er also sterben müssen, haben ihme auch einen Arm entzwey geschlagen ...“

### Räuber
1809 versuchte eine Gruppe der Wetterauer Bande den Diebstahl eines Braukessels zu Ober-Widdersheim. Ludwig Funk aus Sellnrod vulgo Selnröder Ludwig und seine Kumpane Hessen-Heinrich, Peter Görzel vulgo Heiden-Peter, Conrad Anschuh aus Rodheim, Schoden-Heinrich und Johann Justus Dietz vulgo Lumpen Jost aus Aßlar wollten einen Braukessel rauben, scheiterten aber an einem wachsamen Hund und an der Dicke der Mauer, welche sie durchbrechen mussten.

### Schulgeschichte
Mit der Einführung der Reformation in Hessen kam es auch zu einer Schulgründung, deren Lehrer alle bis ins 19. Jahrhundert auch Theologen waren.

#### Lehrer
- Als erster Lehrer ist Johannes Weishuhn (1542–1549) bekannt, der als Kaplan von 1549 bis 1551 in Echzell diente.
- Aegidius Arcularius, deutsch: Schmuckkästchenmacher, war Sohn des Marburger Professors und Ephorus Daniel Arcularius. Er studierte in Marburg Theologie. Von 1600 bis 1605 besaß er ein Stipendium. 1612/13 war er Schulmeister in Ober-Widdersheim, dann bis 1625/26 Kaplan in Echzell. Dann wurde er Pfarrer in Berstadt, wo er 1635 an der Pest starb.[13]
- Johannes Porsius (deutsch: Frosch) war der Sohn des Rodheimer Pfarrers Porsius. Er soll von 1621 bis 1624 Lehrer in Ober-Widdersheim gewesen sein.[14] Nach anderen Angaben wirkte er bereits seit 1618 als Lehrer in Berstadt.[15]
- 1794 gab es keinen Lehrer in Ober-Widdersheim.[16]
- Wilhelm Geist, geb. am 24. Februar 1908 in Ober-Widdersheim. Nach dem Studium unterrichtete er zuerst in Ober-Widdersheim, bevor er die Lehrerstelle in Berstadt antrat.[17]

#### Lehrer aus Ober-Widdersheim
- Conrad Kornmesser wurde am 26. Februar 1669 in Ober-Widdersheim geboren, studierte in Gießen. 1689/1690 war er Schulmeister in Trebur, dann in Rodheim. 58 Jahre lebte er als Schulmeister in Berstadt. Diese Stelle teilte er sich 17 Jahre mit seinem zweitjüngsten Sohn Christian Moritz Kornmesser, der die Tochter des Begründers der Buderus-Werke, Johann Wilhelm Buderus I, heiratete.[18]

### Verwaltungsgeschichte
1787 gehörte das Gericht Widdersheim zur Landgrafschaft Hessen-Darmstadt (Anteil am Fürstentum Oberhessen), Amt Stornfels.
1806 wurde das Großherzogtum Hessen gegründet. Das 1820 neu geschaffene Amt Schotten wurde 1821 in den Landratsbezirk Nidda integriert. Gleichzeitig mit den Landratsbezirken wurden Landgerichte eingerichtet. Für Ober-Widdersheim war das Landgericht Nidda zuständig. Mit der Einführung des Gerichtsverfassungsgesetzes im Großherzogtum Hessen am 1. Oktober 1879 wurde dieses aufgelöst und funktional durch das Amtsgericht Nidda ersetzt.
Die Statistisch-topographisch-historische Beschreibung des Großherzogthums Hessen berichtet 1830 über Ober-Widdersheim:

„Oberwiddersheim (L. Bez. Nidda) evangel. Pfarrdorf; liegt zwischen der Nidda und der Horloff 1 1⁄2 St. von Nidda, hat 1 Kirche, 75 Häuser und 455 Einwohner. die alle evangelisch sind. Hierher gehört der Häuserhof. – Der Ort hatte schon im 14. Jahrhundert eine Pfarrkirche, deren Kirchsatz dem Abt zu Fuld gehörte. Widdersheim bildete ein eigenes Gericht, das fuldisches Lehen war, über welches aber alle Nachrichten fehlen.“

1832 wurde der Kreis Nidda geschaffen. Auf die Revolution von 1848 reagierte die Obrigkeit mit der Organisation von Regierungsbezirken wie dem Regierungsbezirk Nidda. Diese sind mit heutigen Regierungsbezirken nicht vergleichbar. 1852 wurden die Regierungsbezirke wieder abgeschafft und der Kreis Nidda erneut hergestellt. Ober-Widdersheim kam 1874 zum Landkreis Büdingen. Im Rahmen der Gebietsreform in Hessen fusionierte der Landkreis Büdingen mit dem Landkreis Friedberg 1972 zum Wetteraukreis.
1853 war Grund-Schwalheim mit Mühle nach Ober-Widdersheim eingemeindet worden, wurde aber 1924 wieder selbstständig. Dafür mussten die dortigen Einwohner ihren privaten Waldbesitz von 6,3 ha in den Gemeindebesitz einbringen.
Im Zuge der Gebietsreform in Hessen fusionierten zum 1. Dezember 1970 die bis dahin selbständigen Gemeinden Bad Salzhausen, Borsdorf, Fauerbach bei Nidda, Geiß-Nidda, Harb, Kohden, Michelnau, Ober-Lais, Ober-Schmitten, Ober-Widdersheim, Stornfels, Ulfa, Unter-Schmitten, Wallernhausen und die Stadt Nidda zur neuen Stadt Nidda. Für die ehemals eigenständigen Gemeinden sowie für die Kernstadt Nidda wurden Ortsbezirke mit Ortsbeirat und Ortsvorsteher nach der Hessischen Gemeindeordnung eingerichtet.
Verwaltungsgeschichte im Überblick
Die folgende Liste zeigt die Staaten und Verwaltungseinheiten, denen Ober-Widdersheim angehört(e):
- vor 1450: Heiliges Römisches Reich, Grafschaft Nidda, Amt Nidda
- 1450–1495: Erbstreit zwischen der Landgrafschaft Hessen und den Grafen von Hohenlohe
- ab 1450: Heiliges Römisches Reich, Landgrafschaft Hessen, Amt Nidda[25]
- ab 1567: Heiliges Römisches Reich, Amt Stornfels (Söhne der Margarethe von der Saale)[26]
- ab 1584: Heiliges Römisches Reich, Landgrafschaft Hessen-Darmstadt, Amt Stornfels[27]
- 1787: Heiliges Römisches Reich, Landgrafschaft Hessen-Darmstadt,Oberfürstentum Hessen, Amt Schotten und Stornfels[28]
- ab 1806: Großherzogtum Hessen,[Anm. 2] Fürstentum Oberhessen, Amt Schotten und Stornfels[29]
- ab 1815: Großherzogtum Hessen, Provinz Oberhessen, Amt Schotten und Stornfels[30]
- ab 1821: Großherzogtum Hessen, Provinz Oberhessen, Landratsbezirk Nidda[31][Anm. 3]
- ab 1832: Großherzogtum Hessen, Provinz Oberhessen, Kreis Nidda
- ab 1848: Großherzogtum Hessen, Regierungsbezirk Nidda
- ab 1852: Großherzogtum Hessen, Provinz Oberhessen, Kreis Nidda
- ab 1867: Norddeutscher Bund,[Anm. 4] Großherzogtum Hessen, Provinz Oberhessen, Kreis Nidda
- ab 1871: Deutsches Reich, Großherzogtum Hessen, Provinz Oberhessen, Kreis Nidda
- ab 1874: Deutsches Reich, Großherzogtum Hessen, Provinz Oberhessen, Kreis Büdingen
- ab 1918: Deutsches Reich (Weimarer Republik), Volksstaat Hessen, Provinz Oberhessen, Kreis Büdingen
- ab 1938: Deutsches Reich, Volksstaat Hessen, Landkreis Büdingen[32][Anm. 5]
- ab 1945: Amerikanische Besatzungszone,[Anm. 6] Groß-Hessen, Regierungsbezirk Darmstadt, Landkreis Büdingen
- ab 1946: Amerikanische Besatzungszone, Hessen, Regierungsbezirk Darmstadt, Landkreis Büdingen
- ab 1949: Bundesrepublik Deutschland, Hessen, Regierungsbezirk Darmstadt, Landkreis Büdingen
- ab 1971: Bundesrepublik Deutschland, Land Hessen, Regierungsbezirk Darmstadt, Landkreis Büdingen, Stadt Nidda[Anm. 7]
- ab 1972: Bundesrepublik Deutschland, Hessen, Regierungsbezirk Darmstadt, Wetteraukreis, Stadt Nidda

## Bevölkerung

### Einwohnerstruktur 2011
Nach den Erhebungen des Zensus 2011 lebten am Stichtag dem 9. Mai 2011 in Ober-Widdersheim 984 Einwohner. Darunter waren 27 (2,7 %) Ausländer. Nach dem Lebensalter waren 174 Einwohner unter 18 Jahren, 396 waren zwischen 18 und 49, 207 zwischen 50 und 64 und 210 Einwohner waren älter. Die Einwohner lebten in 411 Haushalten. Davon 114 Singlehaushalte, 126 Paare ohne Kinder und 123 Paare mit Kindern, sowie 36 Alleinerziehende und 12 Wohngemeinschaften. In 90 Haushalten lebten ausschließlich Senioren/-innen und in 270 Haushaltungen leben keine Senioren/-innen.

### Einwohnerzahlen
| • 1791: | 366 Einwohner                      |
| • 1800: | 372 Einwohner                      |
| • 1806: | 342 Einwohner, 71 Häuser           |
| • 1829: | 455 Einwohner, 75 Häuser           |
| • 1867: | 473 Einwohner, 89 bewohnte Gebäude |
| • 1875: | 489 Einwohner, 94 bewohnte Gebäude |

| Ober-Widdersheim: Einwohnerzahlen von 1791 bis 2022 | Ober-Widdersheim: Einwohnerzahlen von 1791 bis 2022 | Ober-Widdersheim: Einwohnerzahlen von 1791 bis 2022 | Ober-Widdersheim: Einwohnerzahlen von 1791 bis 2022 | Ober-Widdersheim: Einwohnerzahlen von 1791 bis 2022 |
| --- | --------------------------------------------------- | --------------------------------------------------- | --------------------------------------------------- | --------------------------------------------------- |
| Jahr |                                                     |                                                     |                                                     | Einwohner                                           |
| 1791 | 1791                                                |                                                     | 366                                                 | 366                                                 |
| 1800 | 1800                                                |                                                     | 372                                                 | 372                                                 |
| 1806 | 1806                                                |                                                     | 342                                                 | 342                                                 |
| 1829 | 1829                                                |                                                     | 455                                                 | 455                                                 |
| 1834 | 1834                                                |                                                     | 466                                                 | 466                                                 |
| 1840 | 1840                                                |                                                     | 493                                                 | 493                                                 |
| 1846 | 1846                                                |                                                     | 511                                                 | 511                                                 |
| 1852 | 1852                                                |                                                     | 491                                                 | 491                                                 |
| 1858 | 1858                                                |                                                     | 469                                                 | 469                                                 |
| 1864 | 1864                                                |                                                     | 483                                                 | 483                                                 |
| 1871 | 1871                                                |                                                     | 479                                                 | 479                                                 |
| 1875 | 1875                                                |                                                     | 489                                                 | 489                                                 |
| 1885 | 1885                                                |                                                     | 518                                                 | 518                                                 |
| 1895 | 1895                                                |                                                     | 494                                                 | 494                                                 |
| 1905 | 1905                                                |                                                     | 556                                                 | 556                                                 |
| 1910 | 1910                                                |                                                     | 569                                                 | 569                                                 |
| 1925 | 1925                                                |                                                     | 619                                                 | 619                                                 |
| 1939 | 1939                                                |                                                     | 666                                                 | 666                                                 |
| 1946 | 1946                                                |                                                     | 900                                                 | 900                                                 |
| 1950 | 1950                                                |                                                     | 966                                                 | 966                                                 |
| 1956 | 1956                                                |                                                     | 904                                                 | 904                                                 |
| 1961 | 1961                                                |                                                     | 861                                                 | 861                                                 |
| 1967 | 1967                                                |                                                     | 917                                                 | 917                                                 |
| 1970 | 1970                                                |                                                     | 916                                                 | 916                                                 |
| 1980 | 1980                                                |                                                     | ?                                                   | ?                                                   |
| 1990 | 1990                                                |                                                     | ?                                                   | ?                                                   |
| 1996 | 1996                                                |                                                     | 1.101                                               | 1.101                                               |
| 2000 | 2000                                                |                                                     | 1.133                                               | 1.133                                               |
| 2006 | 2006                                                |                                                     | 1.126                                               | 1.126                                               |
| 2010 | 2010                                                |                                                     | 1.041                                               | 1.041                                               |
| 2011 | 2011                                                |                                                     | 984                                                 | 984                                                 |
| 2016 | 2016                                                |                                                     | 1.027                                               | 1.027                                               |
| 2019 | 2019                                                |                                                     | 1.066                                               | 1.066                                               |
| 2022 | 2022                                                |                                                     | 1.083                                               | 1.083                                               |
| Datenquelle: Historisches Gemeindeverzeichnis für Hessen: Die Bevölkerung der Gemeinden 1834 bis 1967. Wiesbaden: Hessisches Statistisches Landesamt, 1968. Weitere Quellen: LAGIS; Stadt Nidda; Zensus 2011 |                                                     |                                                     |                                                     |                                                     |

## Religion
Die heute evangelische Kirche wurde im 13. Jahrhundert erbaut und erstmals 1318 erwähnt. Ober-Widdersheim bildete eine eigene Pfarrei und gehörte im Mittelalter zum Archidiakonat St. Mariengreden in Mainz.

### Reformation
Die Reformation wurde in Ober-Widdersheim sehr schnell und wohl ohne Widerstände eingeführt. Wie sonst nur in Crainfeld und Echzell ist hier das konkrete Datum der Einführung bekannt. In der Leichenpredigt des Superintendenten Jeremias Vietor vom 27. Juni 1606 in Gießen für den Rat Philipp Chelius heißt es: Es war im Jahre 1528, als „Pancratius Chelius seines Herkommens ein Württemberger, Pfarrherr zu Widdersheim im Ampt Sturmfelß auf Befelch deß alten Fürsten zu Hessen, Philipsen, Hochseligen Andenckens, in Anno 28 Sonntag nach Michaelis daselbst hin geordnet, von welcher Zeit her ... dieses Pancratii Chelii Kinder und Nachkömmlinge besagte Pfarr ... inhaben.“

### Historische Religionszugehörigkeit
| • 1829: | 455 evangelische (= 100 %) Einwohner                                    |
| • 1961: | 722 evangelische (= 83,86 %), und 123 katholische (= 14,29 %) Einwohner |

### Pfarrer
Pancratius Chelius stammte aus Murrhardt, wo er um 1500 geboren wurde. 1564 starb er in Ober-Widdersheim. Ihm folgten im Amt nach:
- Sein Sohn Johannes Chelius bis zu seinem Tod im Dezember 1591. Auf dessen Grabstein steht: ANNO 1591 DIE DECIMA DECEMBRIS REVERENDUS ET DOCTISSIMUS VIR M IOHANNIS CHELIVS ECCLESIAE HUYUS :: IN CHRISTO OBDORMIT:[41],
- Johannes Chelius, Enkel, 1591–1634,
- Nach dessen Tod wurde sein Schwiegersohn Melchior Ebel, gestr. 1635, der Ortsgeistliche.
- Auf ihn folgte sein Schwager Johann Ludwig Chelius.[42]
- Johann Georg Schmidt, latinisiert Fabricius, wurde im Januar 1608 in Gießen geboren, war der erste Ober-Widdersheimer Pfarrer, der nicht aus der Familie Chelius stammte. Sein Sohn Johann Roland Fabricius wurde bereits 1637 in dem Ort geboren. Johann Georg Fabricius starb in Ober-Widdersheim am 29. März 1663.
- Adolf Becker legte zwischen 1833 und 1863 ein großes Herbarium an, welches sich im Pfarrarchiv befindet und 2007 dem Senckenberg Naturmuseum vorgestellt wurde. Becker wurde am 11. Oktober 1801 in Nidda geboren. Nach dem Studium der Theologie in Gießen wurde er zwischen 1825 und 1835 Vikar in Hartershausen, Schlitz und Queck, 1835–1841 Pfarrer (und Schullehrer) in Busenborn, 1842–1856 Pfarrer in Okarben. Seit 1857 wirkte er bis zu seiner Pensionierung 1887 in Ober-Widdersheim. Gestorben ist er am 20. Januar 1897 in Darmstadt.[43]
- August Wilhelm Heinrich Knodt, Pfarrstellenverwalter bis 1886, heiratete dort Helene Fertsch, wurde  Pfr. in Groß-Zimmern.

### Pfarrer aus Ober-Widdersheim
- Johannes Meles, deutsch: Dachs, wurde am 24. Februar 1600 in Ober-Widdersheim geboren. Von 1619 bis 1623 hatte er ein Stipendium an der Ludwigs-Universität Gießen. 1624 wurde er Lehrer in Oppenheim, musste aber wegen der Rekatholisierung die Stadt wieder verlassen. Zwischen 1626 und 1635 war er Diakonus in Echzell. Im großen Pestjahr trat er die Stelle als Pfarrer in Berstadt an. Sein dortiger Vorgänger war Aegid Arcularius, der zuvor Lehrer in Ober-Widdersheim gewesen war. Meles  blieb 48 Jahre bis zu seinem Tode Pfarrer in Berstadt. Sein Grabstein hat sich in einem Berstädter Anwesen bis heute erhalten.[44]
- Johann Roland Fabricius, geb. Am 22. Oktober 1637 in Ober-Widdersheim, war von 1682 bis 1699 Pfarrer in Großen-Linden, wurde dort 1699 wegen seines Lebenswandels abgesetzt, wirkte aber wieder von 1702 bis 1710 als Pfarrer in Klein-Rechtenbach. Er starb 1713 in Großen-Linden.
- Volker Guth, Dekan des ev. Dekanat Wetterau, stammt aus Ober-Widdersheim.

## Politik
Ortsvorsteher ist Michael Theel (Stand Juni 2019).

## Kultur und Sehenswürdigkeiten

### Bauwerke
In der Denkmaltopographie wird das „Straßendorf in außergewöhnlich gutem, geschlossenen Erhaltungszustand“ beschrieben.
- evangelische Kirche mit „burgartigem Wehrkirchhof.“[46]
- Fachwerkhäuser des 17. und 18. Jahrhunderts* „Großer Burgmannenhof,“ erbaut 1576 durch den Pfarrer Johannes Chelius.[47] Das Haus besitzt zwei Inschriften. Eine lautet: ANNO DNI 1576 ... IOHANNIS CHELIVS W PF. Eine zweite Inschrift wurde in lateinischer Sprache abgefasst: NOSTRUM OPVS VT LAVDI SERVIAT OMNI TUA: [48]

### Vereine
- ASV 1989 Ober-Widdersheim
- FC Victoria 1926 Ober-Widdersheim
- Freiwillige Feuerwehr
- Gesangverein Eintracht Fidelio Ober-Widdersheim e. V.
- Landfrauen Ober-Widdersheim
- Obst- und Gartenbauverein Ober-Widdersheim e. V.

## Infrastruktur

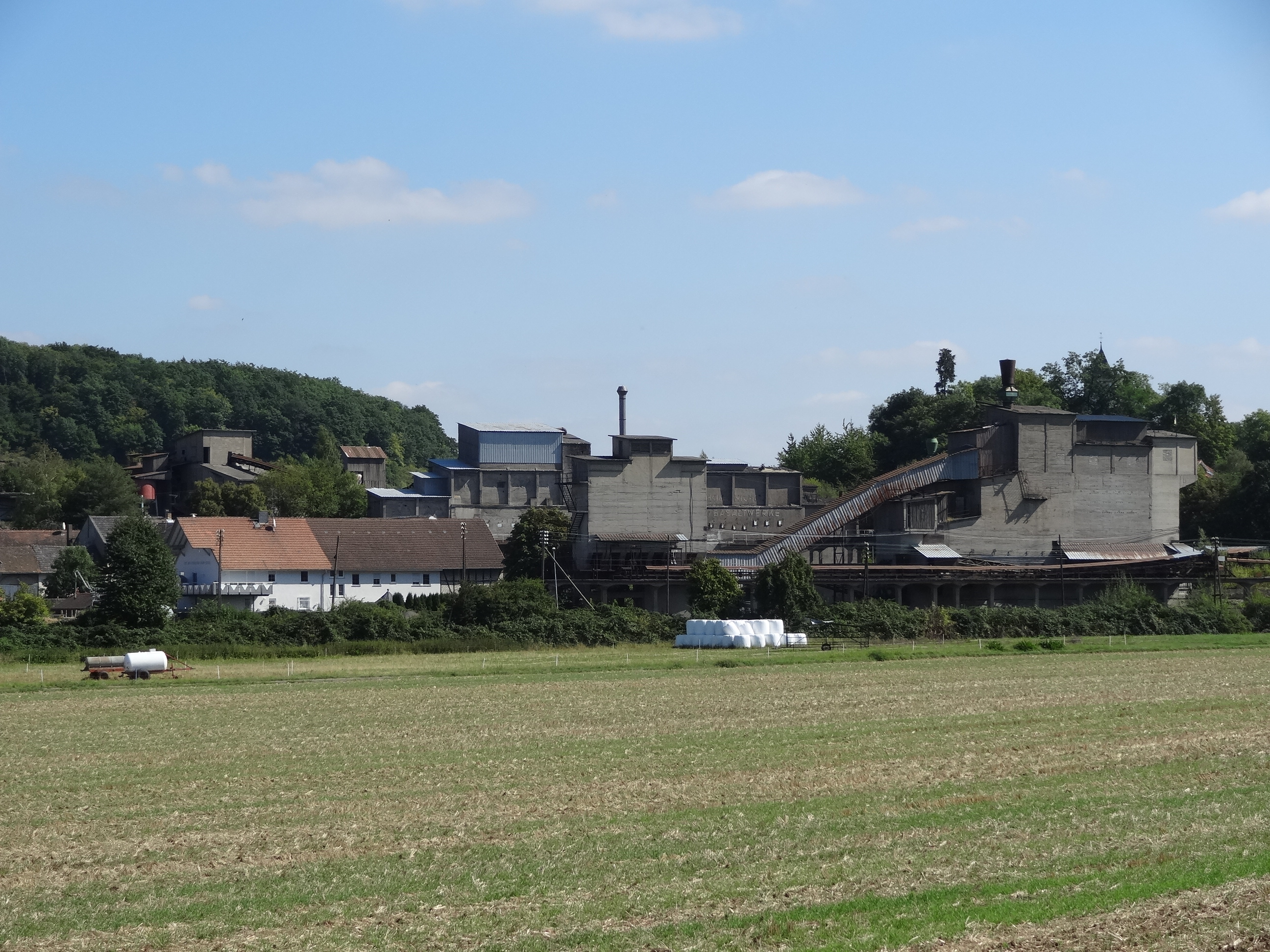
Ehemaliges Basaltwerk Ober-Widdersheim

- Im Ort gibt es heute eine Kindertagesstätte, eine Grundschule, einen Sportplatz, einen Tennisplatz und ein Bürgerhaus.
- Den öffentlichen Personennahverkehr stellt die Verkehrsgesellschaft Oberhessen GmbH sicher.
- In Ortsnähe wird Basalt abgebaut.
- Mehrere Ortsbürger sind Mitmärker im Markwald Berstadt.

## Verkehr
Südlich des Ortes verläuft die Bundesstraße 455. Der örtliche Bahnhof an der Bahnstrecke Gießen–Gelnhausen (Lahn-Kinzig-Bahn) schließt Ober-Widdersheim seit 1870 an das Eisenbahnnetz an. Nur etwa 750 Meter südlich des Dorfs liegt der Haltepunkt Häuserhof an der Strecke zwischen Nidda und Friedberg.